# Pouteria
Pouteria är ett släkte av tvåhjärtbladiga växter. Pouteria ingår i familjen Sapotaceae.

## Bildgalleri

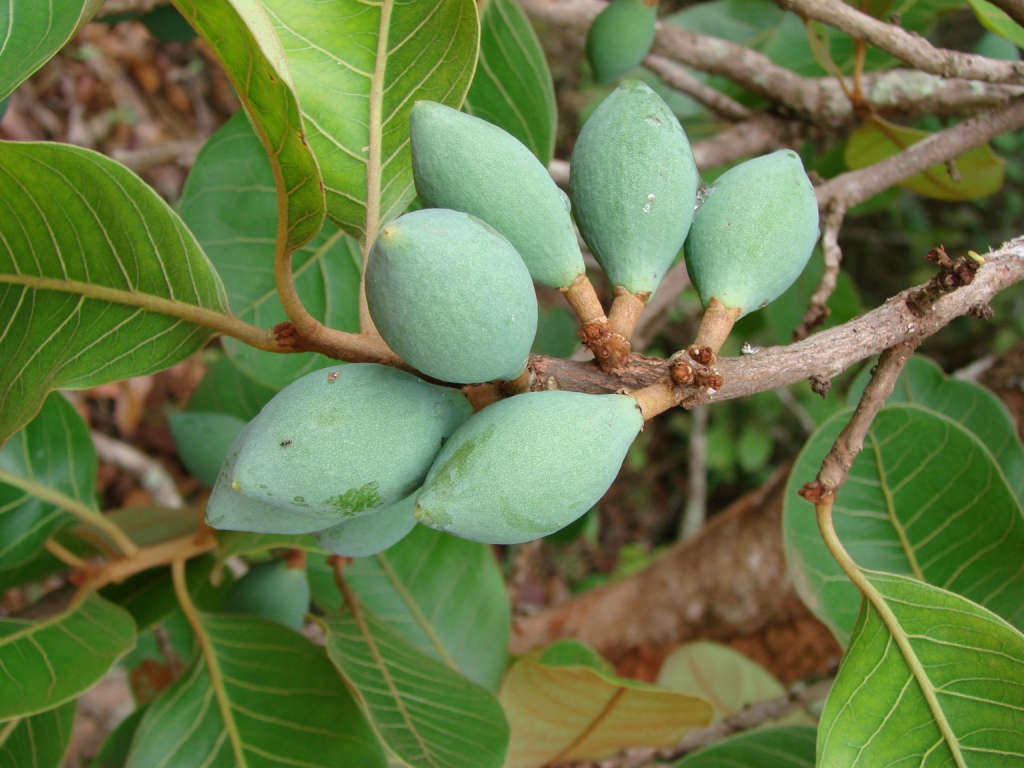
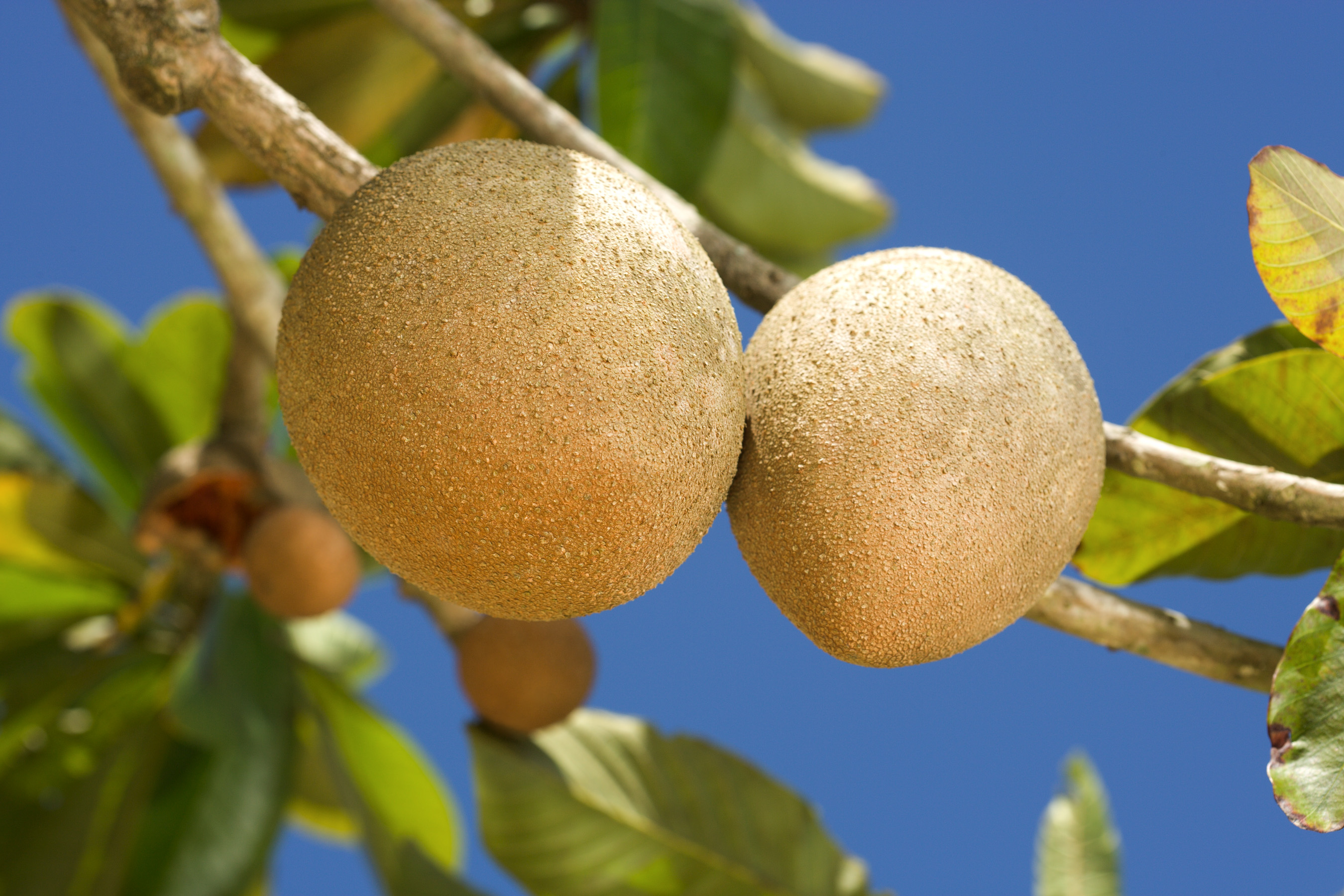
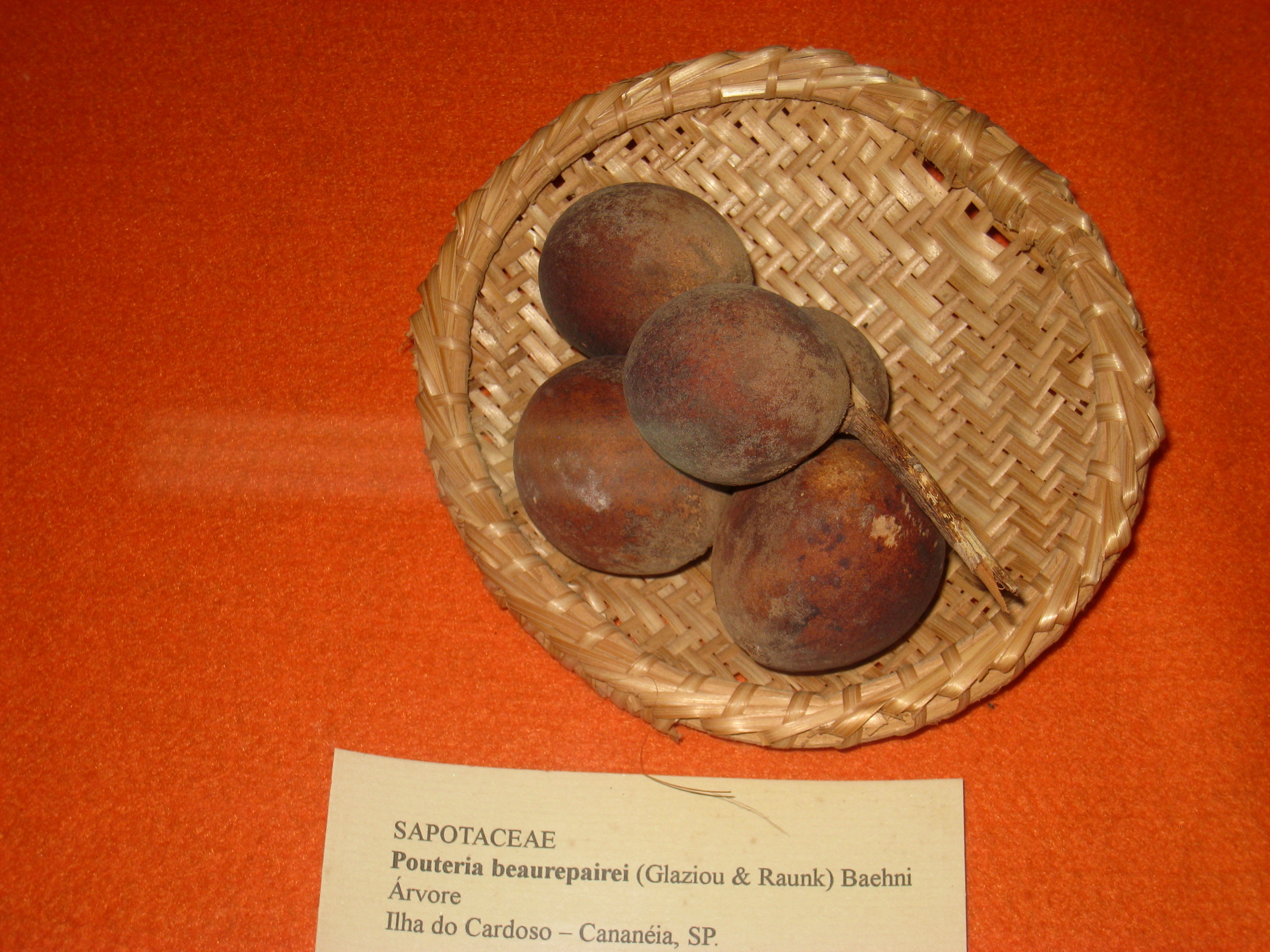
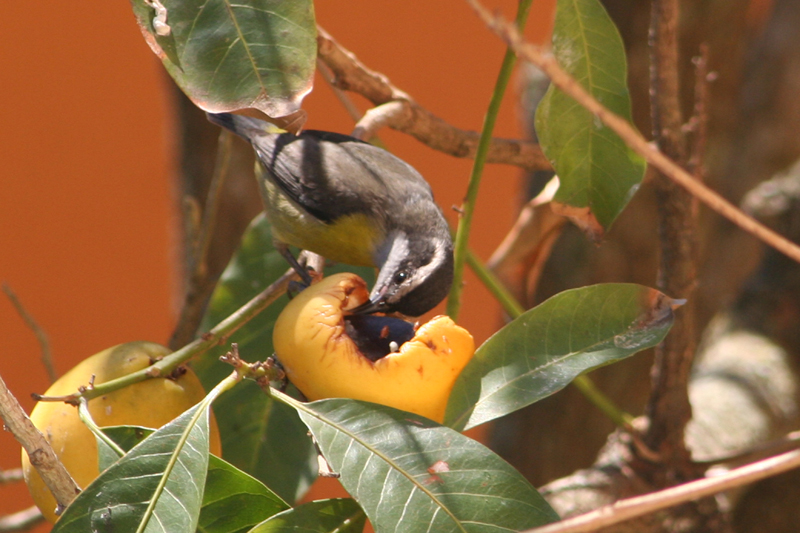
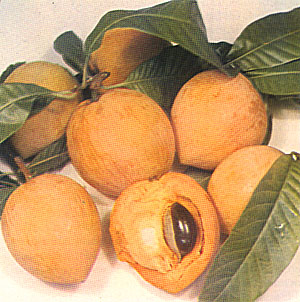
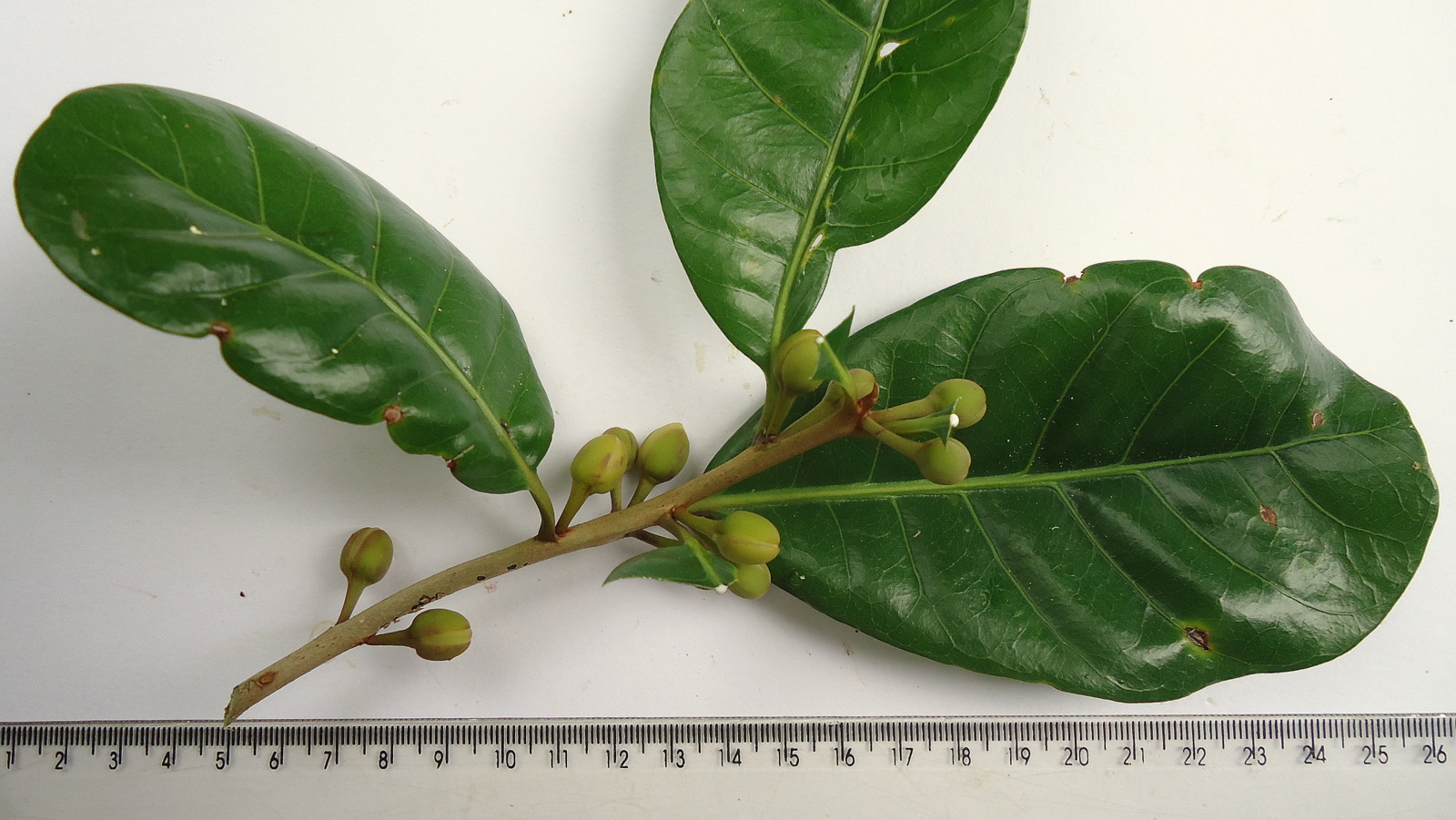

## Dottertaxa tillPouteria, i alfabetisk ordning[1]
- Pouteria adolfi-friedericii
- Pouteria alnifolia
- Pouteria altissima
- Pouteria amapaensis
- Pouteria amazonica
- Pouteria ambelaniifolia
- Pouteria amygdalicarpa
- Pouteria amygdalina
- Pouteria andarahiensis
- Pouteria anomala
- Pouteria anteridata
- Pouteria arcuata
- Pouteria areolatifolia
- Pouteria arguacoensium
- Pouteria aristata
- Pouteria atabapoensis
- Pouteria aubrevillei
- Pouteria aurea
- Pouteria austin-smithii
- Pouteria baehniana
- Pouteria bangii
- Pouteria bapeba
- Pouteria beaurepairei
- Pouteria beauvisagea
- Pouteria belizensis
- Pouteria benai
- Pouteria bilocularis
- Pouteria bonneriana
- Pouteria brachyandra
- Pouteria bracteata
- Pouteria brevensis
- Pouteria brevipetiolata
- Pouteria briocheoides
- Pouteria buenaventurensis
- Pouteria bullata
- Pouteria bulliformis
- Pouteria butyrocarpa
- Pouteria caimito
- Pouteria calistophylla
- Pouteria campanulata
- Pouteria campechiana
- Pouteria canaimaensis
- Pouteria capacifolia
- Pouteria cayennensis
- Pouteria celebica
- Pouteria chiricana
- Pouteria chocoensis
- Pouteria cicatricata
- Pouteria cinnamomea
- Pouteria cladantha
- Pouteria coelomatica
- Pouteria collina
- Pouteria condorensis
- Pouteria congestifolia
- Pouteria cordiformis
- Pouteria coriacea
- Pouteria crassiflora
- Pouteria cubensis
- Pouteria cuspidata
- Pouteria decorticans
- Pouteria decussata
- Pouteria deliciosa
- Pouteria dictyoneura
- Pouteria dominigensis
- Pouteria doonsaf
- Pouteria durlandii
- Pouteria egregia
- Pouteria elegans
- Pouteria engleri
- Pouteria ephedrantha
- Pouteria ericoides
- Pouteria erythrochrysa
- Pouteria espinae
- Pouteria eugeniifolia
- Pouteria euryphylla
- Pouteria exfoliata
- Pouteria exstaminodia
- Pouteria filiformis
- Pouteria filipes
- Pouteria fimbriata
- Pouteria flavilatex
- Pouteria fossicola
- Pouteria foveolata
- Pouteria fragrans
- Pouteria franciscana
- Pouteria freitasii
- Pouteria fulva
- Pouteria furcata
- Pouteria gabrielensis
- Pouteria garcinioides
- Pouteria gardneri
- Pouteria gardneriana
- Pouteria gigantea
- Pouteria gillisonii
- Pouteria glauca
- Pouteria glomerata
- Pouteria gomphiifolia
- Pouteria gongrijpii
- Pouteria gracilis
- Pouteria grandiflora
- Pouteria grandis
- Pouteria guianensis
- Pouteria hexastemon
- Pouteria hispida
- Pouteria hotteana
- Pouteria izabalensis
- Pouteria jariensis
- Pouteria juruana
- Pouteria kaieteurensis
- Pouteria krausei
- Pouteria krukovii
- Pouteria laevigata
- Pouteria lanatifolia
- Pouteria latianthera
- Pouteria lecythidicarpa
- Pouteria leptopedicellata
- Pouteria longifolia
- Pouteria lucens
- Pouteria lucida
- Pouteria lucuma
- Pouteria lucumifolia
- Pouteria luzoniensis
- Pouteria macahensis
- Pouteria maclayana
- Pouteria macrantha
- Pouteria macrocarpa
- Pouteria macrophylla
- Pouteria maguirei
- Pouteria malaccensis
- Pouteria manaosensis
- Pouteria martinicensis
- Pouteria mattogrossensis
- Pouteria maxima
- Pouteria megaphylla
- Pouteria melanopoda
- Pouteria menait
- Pouteria micrantha
- Pouteria microstrigosa
- Pouteria minima
- Pouteria mongaguensis
- Pouteria multiflora
- Pouteria multinervis
- Pouteria nemorosa
- Pouteria nudipetala
- Pouteria oblanceolata
- Pouteria obscura
- Pouteria opposita
- Pouteria oppositifolia
- Pouteria orinocoensis
- Pouteria orkor
- Pouteria oxyedra
- Pouteria oxypetala
- Pouteria pachycalyx
- Pouteria pachyphylla
- Pouteria pallens
- Pouteria pallida
- Pouteria pariry
- Pouteria patentinervia
- Pouteria paucinervia
- Pouteria peduncularis
- Pouteria penicillata
- Pouteria pentamera
- Pouteria peruviensis
- Pouteria petiolata
- Pouteria pierrei
- Pouteria pimichinensis
- Pouteria pisquiensis
- Pouteria platyphylla
- Pouteria plicata
- Pouteria polycarpa
- Pouteria polysepala
- Pouteria procera
- Pouteria psammophila
- Pouteria pseudoracemosa
- Pouteria puberula
- Pouteria pubescens
- Pouteria pullei
- Pouteria pullenii
- Pouteria putamen-ovi
- Pouteria quicheana
- Pouteria ramiflora
- Pouteria resinosa
- Pouteria reticulata
- Pouteria retinervis
- Pouteria rhopalocarpa
- Pouteria rhynchocarpa
- Pouteria richardii
- Pouteria ridsdalei
- Pouteria rigida
- Pouteria rigidopsis
- Pouteria rodriguesiana
- Pouteria rostrata
- Pouteria rufotomentosa
- Pouteria sagotiana
- Pouteria salicifolia
- Pouteria sambuensis
- Pouteria sapota
- Pouteria scabritesta
- Pouteria sclerocarpa
- Pouteria scrobiculata
- Pouteria semecarpifolia
- Pouteria sessiliflora
- Pouteria sessilis
- Pouteria silvestris
- Pouteria simulans
- Pouteria singularis
- Pouteria sipapoensis
- Pouteria speciosa
- Pouteria squamosa
- Pouteria stellibacca
- Pouteria stenophylla
- Pouteria stipitata
- Pouteria stipulifera
- Pouteria stylifera
- Pouteria subcaerulea
- Pouteria subrotata
- Pouteria subsessilifolia
- Pouteria superba
- Pouteria surumuensis
- Pouteria tannaense
- Pouteria tarapotensis
- Pouteria tarumanensis
- Pouteria tenuisepala
- Pouteria torta
- Pouteria trigonosperma
- Pouteria trilocularis
- Pouteria triplarifolia
- Pouteria ucuqui
- Pouteria undulatifolia
- Pouteria unmackiana
- Pouteria validinervis
- Pouteria valparadisaea
- Pouteria wandae
- Pouteria venosa
- Pouteria vernicosa
- Pouteria whitmorei
- Pouteria villamilii
- Pouteria williamii
- Pouteria virescens
- Pouteria viridis